# ダニエル・シュタイベルト
ダニエル・ゴットリープ・シュタイベルト（Daniel Gottlieb Steibelt、1765年10月22日 - 1823年10月2日）は、ドイツのピアニスト、作曲家。ロシアのサンクトペテルブルクに没した。

## 生涯と音楽
シュタイベルトはベルリンの生まれで、ヨハン・キルンベルガーに付いて音楽を学ぶが父にプロイセンの軍隊に入隊させられてしまう。彼は脱走し、放浪しながらピアニストとして活動するようになり、1790年にパリに落ち着く。シュタイベルトは1793年にフェドー劇場で劇的なオペラ「ロメオとジュリエット」を発表しており、これは後にベルリオーズに激賞された。この作品はシュタイベルトの作品中でも最も独自性の高い、芸術的に成功した作品であるとみなされることが多い。
シュタイベルトはパリと同様ロンドンでも多くの時間を過ごすようになり、そこで彼のピアノ演奏は大きな注目を集めた。彼は1797年にはヨハン・ザーロモンのコンサートで演奏している。1798年に発表したピアノ協奏曲第3番 ホ長調は、長大なトレモロを有する「嵐のロンド」が特徴であり非常に人気を博した。翌年にはドイツへの演奏旅行を開始し、ハンブルク、ドレスデン、プラハとベルリンでの演奏を成功させた後、1800年5月にウィーン入りする。その地のフリース（Fries）伯爵邸で、シュタイベルトはベートーヴェンに腕比べを申し込む。
勝負の記録によれば、それはシュタイベルトにとって悲惨なものだったようである。ベートーヴェンはシュタイベルトの新曲の楽譜を逆さにして譜面立てに置き、そのチェロパートの主題を題材にした即興演奏で勝負を制したと伝えられる。屈辱を受けたシュタイベルトは即刻演奏旅行を中止した。パリへ戻った彼はハイドンのオラトリオ「天地創造」の公演準備を行い、1800年12月24日にオペラハウスでこれを初演している。そこに至るまでに、第一執政ナポレオンが辛くも爆撃を逃れる場面があった。シュタイベルトはちょうど最も成功したピアノソナタの一つを出版し、ナポレオンの妻のジョゼフィーヌに献呈したところであった。イギリスでの2度目の滞在（1802年夏 - 1805年秋）を終えた後、彼はパリへと戻る。シュタイベルトはナポレオンがアウステルリッツの戦いで勝利したことを記念して「3月の饗宴 La Fête de Mars」と題した音楽間奏曲を作曲し、1806年2月4日に行われた初演にはナポレオン自身も臨席した。
1808年にはロシア帝国皇帝アレクサンドル1世の招きを受けてサンクトペテルブルクに赴き、1811年にボイエルデューの跡を継いで国立オペラの音楽監督となった。彼は以後、生涯をその地で過ごすことになる。1812年にはロシアの国家に捧げるピアノ大幻想曲「モスクワの破壊」を作曲している。
シュタイベルトは1814年にほぼ演奏活動を止めてしまったが、1820年3月16日にサンクトペテルブルクで行われた自作のピアノ協奏曲第8番で再び舞台に登場した。これは終楽章に合唱を擁することが特徴的な曲であるが、ベートーヴェンの「交響曲第9番」よりも4年も早く、またベートーヴェンの「合唱幻想曲」を除きそれまでに書かれた唯一の合唱付きピアノ協奏曲であった。その後、エルツの「ピアノ協奏曲第6番 Op.192」（1858年）やブゾーニの「ピアノ協奏曲」（1904年）などの合唱付きのピアノ協奏曲が作曲されている。
シュタイベルトは劇音楽に加えて、主にピアノ曲に多くの作品を遺した。彼の演奏は華麗であったが、同時代のクラーマーやクレメンティに特徴的であったより高度な技術には欠けていたといわれる。しかし、彼の演奏と作曲の才は彼がヨーロッパ中でキャリアを築ける程のものであった。ニューグローヴ世界音楽事典によれば、彼は「尊大、傲慢、失礼かつ絶え間ない浪費家であり、不誠実」でさえあった。そのように素行が悪いという判断は、今日まで伝わる彼の生活上の出来事からも裏付けられている。これらや、同様に彼の性格に関する非難を見る場合には、シュタイベルトの本当の性格が作り変えられたものである可能性に注意をする必要がある。
最盛期のシュタイベルトは、強い個性を持つ想像力に富んだ作曲家であった。彼のオペラ「サンドリヨン Cendrillon」（1810年）と「ロメオとジュリエット」（1793年）、すべてのピアノ協奏曲、室内楽曲、ピアノソナタからの選集（1800年のホ長調 Op.45や1809年のト長調 Op.64など）そしてピアノ曲のいくつか（カプリースと前奏曲、練習曲 Op.78）は今日においても演奏され、楽しむに値するだけの音楽的価値を有している。

## 作品選集
舞台音楽
- 「ロメオとジュリエット Romeo et Juliette」 3幕形式 （1793年）
- 「アルベールとアデレード Albert et Adelaide」 3幕形式 （1798年）
- Le retour de Zephyre, 1幕形式 バレエ （1802年）
- Le jugement de Berger, 3幕形式 バレエ （1804年）
- La Belle Laitière, ou Blanche Reine de Castille （1805年）
- 「3月の饗宴 La Fête de Mars」 間奏曲 （1806年）
- 「バビロンの王女 La Princesse de Babylone」 3幕形式 オペラ （1812年）
- La Fête de l'Empereur, バレエ （1809年）
- Der Blöde Ritter （1810年）
- Sargines, 3幕形式 オペラ （1810年）
- 「サンドリヨン Cendrillon」 3幕形式 オペラ （1810年）
- Le jugement de Midas （1823年？）

管弦楽曲
- ピアノ協奏曲第1番 ハ長調 （1796年）
- ピアノ、ヴァイオリンのための協奏曲 ホ長調（ピアノ協奏曲第2番） （1796年）
- ピアノ協奏曲第3番 ホ長調 「嵐 L'orage」 （1799年）
- ピアノ協奏曲第4番 変ホ長調 （1800年）
- ピアノ協奏曲第5番 変ホ長調 「狩り À la chasse」 Op. 64 （1802年）
- ピアノ協奏曲第6番 ト短調 「サン・ベルナール山への旅 Le voyage au mont Saint-Bernard」 （1816年）
- ピアノ協奏曲第7番 ホ短調 2つのオーケストラによる「ギリシア風軍隊協奏曲 Grand concerto militaire dans le genre grec」 （1816年）
- ピアノ協奏曲第8番 変ホ長調 「合唱を伴う賑やかなロンド付き with bacchanalian rondo, acc. chorus」未出版

- ハープ協奏曲 （1807年）
- 交響的序曲 （1796年）
- 行進曲とワルツ

室内楽曲
- 3つの弦楽四重奏曲 Op.17 （1790年）
- 3つのピアノ五重奏曲 Op. 28
- 3つの弦楽四重奏曲 Op. 49 （1800年）
- 3つのヴァイオリンソナタ Op. 69
- 1つのピアノ四重奏曲
- 26のピアノ三重奏曲
- 6つの、ハープと弦楽の三重奏曲
- 115のピアノとヴァイオリン二重奏曲
- 6つの、ピアノとハープ（またはピアノ2台）のための二重奏曲
- 6つのハープソナタ
- ピアノ、タンバリン、アドリブのトライアングルのための36のバッカナールと12のディベルティメント
- 77のピアノソナタ
- 45のロンド
- 32の幻想曲
- 21のディベルティッセメント（divertissements）
- 12のカプリースと前奏曲
- 20のpots-pourris
- 2集のセレナーデ
- 25集の変奏曲
- 16のピアノ4手のためのソナタ
- 性格的小品 （凱旋曲、ジーグ、行進曲、葬送行進曲　など）
- ワルツ、舞曲
- 練習曲集 Op. 78

ピアノの技法 Methode de Pianoforte （1805年）
歌曲
- 6つのロマンス （1798年）
- Air d'Estelle （1798年）
- 30の歌曲 Op. 10 （1794年）

## 音源選集
- Variations on two Russian Folksongs, Irina Ermakova, piano (Arte Nova ANO 516260, 1996)
- Sonata in E major, Hiroko Sakagami, piano (Hans Georg Nägeli, publisher and composer, MGB CD 6193, 2002)
- Grand Sonata in E flat major, op. 45, dedicated to Madame Bonaparte, Daniel Propper, piano (Echoes of the Battlefields, Forgotten Records, fr 16/17P, 2012)
- The Destruction of Moscow, a grand fantasia, Daniel Propper, piano (Echoes of the Battlefields, Forgotten Records, fr 16/17P, 2012)
- Grand concerto for harp, Masumi Nagasawa, harpe, Kölner Akademie, dir. Michael Alexander Willens (Ars Produktion, ARS 38 108, 2012)